# العلاقات الأردنية البريطانية
تشير العلاقات الأردنية البريطانية إلى العلاقة بين المملكة الأردنية الهاشمية والمملكة المتحدة لبريطانيا العظمى وأيرلندا الشمالية. تشترك الدولتان في علاقة وثيقة نسبيًا بامتلاك الهاشميين، الذين تلقوا مساعدة بريطانية للإطاحة بالحكم العثماني أثناء في الحرب العالمية الأولى، ولكنهم عانوا أيضًا من التوترات في بعض الأحيان. ومع ذلك، تمكنت الدولتان من تأمين علاقة قوية. للأردن سفارة في لندن. وللمملكة المتحدة لديها سفارة في عمان.

## التاريخ
خلال الحرب العالمية الأولى، طلب الهاشميون المساعدة والدعم من الإمبراطورية البريطانية خلال إدارتها الرسمية في الشرق الأدنى في القاهرة للقتال ضد العثمانيين، والذي تحقق بعد عام 1916. لعبت الثورة المفاجئة التي قادتها العائلة الهاشمية، رغم عدم تمكنها من تأمين الدعم الكامل من القبائل العربية الأخرى، دورًا فعالًا في انهيار الحكم العثماني هناك. ومع ذلك، فإن الهدف الرئيسي المزعوم من الثورة الهاشمية، الوحدة الكاملة والاستقلال للدولة العربية. في النهاية، كاعتذار عن الفشل في تحقيق الوحدة الكاملة والاستقلال للدولة العربية، وضعت بريطانيا عبد الله الأول حاكماً لإمارة شرق الأردن على أمل نزع فتيل التوترات.
حتى عام 1956، لم يكن للإمارة، التي يحكمها الهاشميون، إدارة مستقلة كاملة. لا تزال الحكومة البريطانية تمارس نفوذها في جميع أنحاء الإمارة. جون باجوت غلوب، المعروف باسم غلوب باشا، كان الحاكم الفعلي المسؤول عن البلاد، وأرسى أساس الفيلق العربي، والذي سيعرف في المستقبل باسم القوات المسلحة الأردنية. في غضون ذلك، لعب غلوب باشا دورًا مثيرًا للجدل، لا يزال محل نقاش في تاريخ المملكة الأردنية الحديثة.
في الحرب العربية الإسرائيلية لعام 1948، فضلت بريطانيا سرًا غزوًا أردنيًا كاملًا للضفة الغربية على أمل القضاء على إمكانية إنشاء دولة فلسطينية بقيادة أمين الحسيني، والتي كانت ناجحة وأمنت النفوذ البريطاني داخل شرق الأردن على الرغم من أن دورهم قد خلق نتيجة غير مرغوب فيها في مستقبل الشرق الأوسط. ستستمر بريطانيا في وقت لاحق في دعم الأردن أثناء سبتمبر الأسود ضد منظمة التحرير الفلسطينية، على الرغم من أن دعمها كان موضع شك بعد تعليقها على عدم الثقة في مستقبل الملك حسين. كما دعمت بريطانيا سرًا الطائرات الإسرائيلية للطيران في الأردن عندما أرسلت سوريا قوات لغزو البلاد، مما أجبر السوريين على التراجع.
صاغ المؤرخ جون غالاغر عبارة «النظام العالمي البريطاني» لمراعاة السياق الأوسع لنفوذ الإمبراطورية البريطانية. وأوضح:

## المعاهدة الأردنية البريطانية عام1946م
في الوقت الذي سعى فيه الأمير عبد الله بن الحسين والحكومة الأردنية إلى عقد معاهدة مع الحكومة البريطانية- تهدف إلى تثبيت الكيان السياسي الأردني وكسب اعتراف دول العالم بهذا الكيان- كانت الحركة الوطنية الأردنية قد وقفت تندد بأي شكل من إشكال الاتفاق قد يربط البلاد بصيغة اتفاق مع بريطانيا.[بحاجة لمصدر]
ولكن بعد أن وقعت الحكومة المعاهدة الأردنية البريطانية عام 1928م، وعلى الرغم من مقاومة الحركة الوطنية للمعاهدة، إلا أنها لم تسع إلى إلغائها تماماً، بل حاولت التخفيف من قيودها على البلاد.[بحاجة لمصدر] هذه المساعي ساعدت الأمير عبد الله بن الحسين وحكومته على الاستمرار بمطالبة بريطانيا بتحسين شروط المعاهدة، مما مكن في النهاية من تعديلها مرات عدة.[بحاجة لمصدر]

## المعاهدة الأردنية البريطانية عام 1948م
كانت الحكومة البريطانية قد سعت في أوائل عام 1948م إلى فتح باب المفاوضات مع عدد من الدول العربية، إلا أنها فشلت في المفاوضات التي دارت بينها وبين مصر والعراق.[بحاجة لمصدر]
غير أنها نجحت في صياغة معاهدة جديدة مع الأردن من خلال مفاوضات جرت بين وفدين؛ بريطاني وأردني، وعلى الرغم من أن المفاوضين الأردنيين توصلوا إلى قناعة أفضلية الاتفاق الجديد على الاتفاق السابق عام 1946م، إلا أن الأمير عبد الله بن الحسين أبرق إلى الوفد الأردني في لندن بعدم التوقيع على ما تم التوصل إليه قبل العودة إلى عمان وإطلاعه رسمياً على نتائج المفاوضات.[بحاجة لمصدر]
عند عودة الوفد إلى عمان انعقد في22 / شباط/ 1948م في قصر المصلى في الشونة اجتماع ترأسه الملك عبد الله بن الحسين، وحضره إلى جانب أعضاء الوفد الأردني المفاوض أعضاء الوزارة الأردنية.[بحاجة لمصدر]
وبعد استعراض ما في المعاهدة من تجسيد للسيادة الوطنية والاستقلال التام، استقر الرأي على توقيع المعاهدة في 15 آذار 1948م من رئيس الحكومة توفيق أبو الهدى، والسير أليك كيرك برايد (sir Alec Kirk Bride) عن الحكومة البريطانية.[بحاجة لمصدر]